# Trioza apartata
Trioza apartata är en insektsart som beskrevs av Caldwell 1944. Trioza apartata ingår i släktet Trioza och familjen spetsbladloppor. Inga underarter finns listade i Catalogue of Life.